# Makarowka (rejon kurczatowski)
Makarowka (ros. Макаровка) – wieś (ros. село, trb. sieło) w zachodniej Rosji, centrum administracyjne sielsowietu makarowskiego w rejonie kurczatowskim obwodu kurskiego.

## Geografia
Miejscowość położona jest nad Sejmem, 7 km od centrum administracyjnego rejonu (Kurczatow), 44 km od Kurska.
W granicach miejscowości znajdują się ulice: Zawodskaja, Kołchoznaja, Nowyj Put, Sanatorskaja, Sriednij Chutor, Makarowka-1, Makarowka-2.

## Historia
Wieś istnieje od XVIII wieku – wtedy jako Tieriebowla w ujeździe lgowskim guberni kurskiej.

## Demografia
W 2010 r. miejscowość zamieszkiwało 615 osób.

## Atrakcje wsi
- Naturalny park leśny (początek XX wieku)[2]